# Míchel (football, 1988)
Miguel Alfonso Herrero Javaloyat dit Míchel est un footballeur espagnol, né le 29 juillet 1988 à Burjassot en Espagne. Il évolue actuellement au Hércules CF en Espagne  comme milieu de terrain.

## Biographie
Formé dans le club de Burjassot CF il rejoint par la suite le centre de formation de Valence CF.
En 2008, il fait ses débuts en équipe première avec Valence en Coupe d'Espagne contre le Club de Portugalete contre qui il marquera un but. En pré-saison a été aligné dans un match contre Arsenal ou il inscrira le but de la victoire. Tout au long de la saison 2008/2009 il a peu à peu été appelé par Unai Emery pour disputer quelques rencontre pendant la saison. Durant l'été avant la saison 2010/11 il a été prêté par Valence CF au RC Deportivo La Coruña. À la fin de la saison il signe pour un autre club de la même région: Hercules CF.
Le juin 26, 2012 le site officiel de Levante a annoncé l'achat du joueur après avoir résilié son contrat avec Valence CF avec une option d'achat plus tard.
En juin 2013, Valence CF lève l'option de rachat pour 420 000 €. C'est donc le retour du milieu de terrain dans son équipe formateur ou il aura un temps de jeu plus important à la suite des départs de Tino Costa parti au Spartak Moscou et David Albelda qui lui n'a pas été prolongé et qui a pris sa retraite.